# François-Jean Armorin
Œuvres principales
- Les juifs quittent l'Europe (Essai, 1947)
- Son dernier reportage (Essai, 1953)

François-Jean Armorin est né le 14 mai 1923 à Crest (Drôme). C'est un journaliste correspondant de guerre et écrivain français. Il est décédé dans un accident d'avion le 12 juin 1950 à Bahreïn.

## Biographie

### Sa jeunesse
Son père, Charles Armorin, maire de la ville, dirige une industrie familiale de draperies. Il commence ses études secondaires au lycée de Gap et les poursuit jusqu’à son baccalauréat de philosophie au lycée Émile Loubet à Valence. Il participe au « Cercle littéraire et artistique », avec Pierre Mérindol, Marcel Cuvelier, Jean Vinay.

### La Seconde Guerre mondiale
Alors qu’il prépare la 2e partie de son baccalauréat, il écrit pour Le Journal, un des quatre plus grands quotidiens français de l’époque, un conte qui est publié le 29 octobre 1941. Dès lors, il continue à produire des articles pour Le Journal durant ses études à la faculté de droit de l’université de Lyon. Il est engagé comme rédacteur-stagiaire en 1943. Il se lie d'amitié avec André Sevry.
Armorin est en relation avec les F.F.I. de Valence et du Vercors. Il aide le résistant Charles Chapoutat à créer des faux papiers pour les réfractaires du STO. Il participe sous l’occupation à la rédaction de divers journaux clandestins, et prend part dès juin 1944 aux opérations de la Libération. Il entre à Franc-tireur en septembre 1944 comme correspondant de guerre F.F.I. Il acquiert une notoriété qui lui permet de s’établir à Paris. À l’Hôtel de la Paix, quai d’Anjou, il réunit autour de lui l’élite de la presse parisienne. Il remplit de nombreuses missions pour les Armées, notamment dans le Sud-ouest et en Alsace : il obtient un sauf-conduit pour produire un reportage sur les dernières niches de résistance de l’armée nazie : Dans la poche de Saint-Nazaire.

### L'après guerre
Après le 8 mai 1945, il voyage beaucoup, dans des contrées souvent éloignées ou dangereuses : Algérie, Hollande, Chypre… 
En novembre 1945, il est l’un des premiers journalistes à se rendre en Pologne, qu’il parcourt afin de mesurer les conséquences de la Seconde Guerre mondiale. Il découvre ainsi l’horreur des camps d'extermination en même temps que les Alliés. Il suit l'exécution de Pierre Laval.
Il obtient en juin 1947 le prix Claude Blanchard, créé l'année précédente, appelé "Grand prix du reportage", à l’âge de 24 ans, pour ses deux grands reportages « Sur un chalutier » et « Terre promise, terre interdite » notamment avec l'aide de Pierre Joffroy, parut ultérieurement chez Tallandier. Il les a réalisés en s’embarquant sur le Théodore Herzl, un cargo d’immigrants juifs en partance pour la Palestine. Cette aventure a un grand retentissement, et les reportages sont réunis dans un livre, Des Juifs quittent l’Europe.
En novembre 1948, il est arrêté en compagnie de Garry Davis et Albert Camus lors d'une séance de l'ONU.
Auteur de nombreux scoops fut envoyé par le quotidien Franc-Tireur pour enquêter sur le trafic de piastres, dont il soupçonnait Mathieu Franchini, patron de l'hôtel Continental situé rue Catinat d'être responsable et c'est en revenant de ce reportage qu'il trouve la mort le 12 juin 1950,, dans des circonstances mystérieuses.

### Disparition dans une catastrophe aérienne
François-Jean Armorin est l'une des 86 victimes de la double catastrophe des DC-4 d'Air France en juin 1950. Son avion disparaît, le 12 juin 1950,,. Il rentrait de mission en Asie du Sud-est. Il était menacé de mort par des trafiquants de Saïgon, peut-être en lien avec l'affaire des piastres, qu’il avait sans doute rencontrés au cours de son périple,,. Son avion a percuté l'eau, vraisemblablement à cause d'une erreur de pilotage, ou d'une forte rafale descendante, faisant 46 morts et 6 survivants,,.
Le corps de François-Jean Armorin n’a pas été retrouvé. Seuls ses articles ont été récupérés après la double catastrophe des DC-4 d'Air France en juin 1950 ; ils ont été publiés et ont obtenu un grand succès. Un livre : Son dernier reportage, préfacé par Joseph Kessel, relate son aventure en Indochine. Egalement tué dans l'avion, Jacques Rivet, directeur de l'Office des changes,, et Henri Maux, ministre plénipotentiaire, rapportant le dossier de la conférence inter-États, qui devait se réunir le 25 Juin à Pau.
Le quotidien Franc-Tireur avec qui il collabore pour cette enquête publie ses articles, ainsi que ceux du journaliste Trèno, du Canard enchaîné, accusant Mathieu Franchini d'être à l'origine de la double catastrophe des DC-4 d'Air France en juin 1950,,.
François-Jean Armorin ramenait à Paris un rapport sur le trafic de piastres, dont il avait été question à la commission d'enquête dite "des généraux". Franc-Tireur, son journal, publie le surlendemain du drame deux lettres qui "permettent de penser" que sa curiosité a causé une "agression, dont il fut la victime à Saigon" en mai. Dans une lettre du 27 mai, Armorin en rend directement responsable le propriétaire de l'hôtel Continental à Saigon, "vrai patron de la ville", qui devant témoins l'a menacé "de le faire descendre" et mentionne qu'il en a averti le haut commissaire français sur place. L'autre lettre, datée du 6 juin et signée du correspondant de "Franc-Tireur" à Saigon, confirme ces menaces. et qu'il "avait mis son nez dans les affaires d'une usine à jeux de Cholon, où le gang a des intérêts", qui aurait pu verser des fonds au Vietminh "pour avoir la paix"..
Il est enterré au cimetière de Crest situé dans le Drôme (département)  et de la région Auvergne-Rhône-Alpes.

## Ses œuvres

### Des juifs quittent l'Europe
En 1947, peu avant la création d’Israël, Armorin s’indigne du sort réservé aux Juifs qui tentent de gagner la Palestine mandataire. Il embarque clandestinement à bord du Théodore Herzl, un cargo, parmi d’autres émigrants. De cette aventure, il tire un reportage qui a fait sensation. Des Juifs quittent l’Europe est un témoignage sans fard des mauvais traitements infligés aux Juifs entre l’Europe et la Terre promise. Le journaliste rend compte de la vie à bord du bateau, puis de la condition précaire des clandestins et de l’enfermement dans les camps d'internement pour émigrés juifs de Chypre. Ce reportage a rendu Armorin célèbre.
Ce livre a été réédité en 2011 sous le titre Terre promise, Terre interdite.

### Le temps des terroristes
Publication à tirage limité, achevée d'imprimer le 15 août 1945, texte de François-Jean Armorin, dessins de Gérard Singer, préface d'Yves Farge, commissaire de la République pour la région Rhône-Alpes, témoignage sur la vie des maquis.
Quand les anges n'avaient plus d'ailes, article sur la résistance et " Les aventures quotidiennes de ceux qui aidaient les pilotes perdus devenus hors-la-loi ".

## Œuvres
- 1953 : Son dernier reportage : aux frontières de la guerre chaude, récit, préface de Joseph Kessel, 99 p., éditions Véziant frères
- 1990 : Des Juifs quittent l'Europe, récit, préface de David Rousset, 272 p. , éditions Julliard,  (ISBN 978-2-26000-792-0)

### Biographie
- François-Jean Armorin, le reporter en couleur, Jacques Mouriquand, Éditions Ampelos, Paris, 2023 (résumé du livre ici : https://regardsprotestants.com/culture/francois-jean-armorin/)

## Récompenses et distinctions
- Chevalier de la Légion d'honneur (1950)

Il a été cité à l'ordre de la Nation et nommé chevalier, à titre posthume, dans l’Ordre national de la Légion d’honneur .

## Hommage
Une cité scolaire de la ville de Crest porte son nom.
Le roman « Jacques Rogy terrasse le dragon » de Pierre Lamblin de 1964 lui est probablement dédicacé : «  À mon camarade J.-F. Armorin disparu en mer… »

## Le prix François-Jean Armorin
Le prix François-Jean Armorin récompensait le meilleur article paru dans la presse de Province.

### Quelques lauréats
- René Mauriès : Journaliste de La Dépêche du Midi (1954)
- Daniel Pellus : Journaliste de L'Union (1957)
- Jean Mabire : Journaliste de La Presse de la Manche[32] (1961)
- Jean-Claude Guillebaud : Journaliste de Sud Ouest (1967)[33].
- Marc Carré : Journaliste de La République du Centre (1959)
- Jean Paul Gauch[34]

## Roman
Cette affaire a aussi inspirée indirectement un roman parût en 1950 et intitulé La chute dans la nuit : https://souvenir-francais-asie.com/wp-content/uploads/2013/10/83-SCHREIBER-3-colunms.pdf.

## Autre
Voir aussi, Affaire des piastres sur l'excellent livre de Hugues Tertrais, La piastre et le fusil : Le coût de la guerre d’Indochine. 1945-1954, History, 2014.